# Ла-Башеллери
Ла-Башеллери́ (фр. La Bachellerie) — коммуна во Франции, находится в регионе Аквитания. Департамент — Дордонь. Входит в состав кантона От-Перигор-Нуар. Округ коммуны — Сарла-ла-Канеда.
Код INSEE коммуны — 24020.

## География
Коммуна расположена приблизительно в 430 км к югу от Парижа, в 145 км восточнее Бордо, в 35 км к востоку от Перигё.

### Климат
Климат умеренный океанический со средним уровнем осадков, которые выпадают преимущественно зимой. Лето здесь долгое и тёплое, однако также довольно влажное, здесь не бывает регулярных периодов летней засухи. Средняя температура января — 5 °C, июля — 18 °C. Изредка вследствие стечения неблагоприятных погодных условий может наблюдаться непродолжительная засуха или случаются поздние заморозки. Климат меняется очень часто, как в течение сезона, так и год от года.

## Население
Население коммуны на 2010 год составляло 903 человека.
| 1962 | 1968 | 1975 | 1982 | 1990 | 1999 | 2010 |
| ---- | ---- | ---- | ---- | ---- | ---- | ---- |
| 770  | 733  | 668  | 711  | 722  | 664  | 903  |

## Администрация
| Период | Период | Фамилия       | Партия       | Примечания |
| ------ | ------ | ------------- | ------------ | ---------- |
| 1995   | 2020   | Ролан Мулинье | беспартийный |            |

## Экономика
В 2010 году среди 563 человек трудоспособного возраста (15-64 лет) 414 были экономически активными, 149 — неактивными (показатель активности — 73,5 %, в 1999 году было 69,8 %). Из 414 активных жителей работали 350 человек (190 мужчин и 160 женщин), безработных было 64 (28 мужчин и 36 женщин). Среди 149 неактивных 31 человек были учениками или студентами, 67 — пенсионерами, 51 были неактивными по другим причинам.

## Достопримечательности
- Замок Растиньяк (1811 год). Исторический памятник с 1946 года[9]
- Замок Фро (XVIII век). Исторический памятник с 2010 года[10]
- Замок Валет
- Замок Жарри

## Фотогалерея
- Замок Фро
- Вокзал